# Stanley Cup 2007
La finale della Stanley Cup 2007 è stata una serie al meglio delle sette gare che ha determinato il campione della National Hockey League per la stagione 2006-07. Al termine dei playoff, gli Ottawa Senators, campioni della Eastern Conference, si sfidarono contro gli Anaheim Ducks, campioni nella Western Conference. I Ducks nella serie finale di Stanley Cup usufruirono del fattore campo, in virtù del maggior numero di punti ottenuti nella stagione regolare, 110 punti contro i 105 dei Senators. La serie iniziò il 28 maggio e finì il 6 giugno con la conquista da parte dei Ducks della Stanley Cup per 4 a 1.
Questa fu la seconda apparizione alle finali di Stanley Cup da parte della franchigia di Anaheim (quando erano ancora noti con il nome di Mighty Ducks), dopo la sconfitta avvenuta nel 2003 contro i New Jersey Devils. Invece per i Senators si trattò della prima finale in assoluto dopo l'ultimo titolo vinto dalla formazione originaria ottanta anni prima e successivamente rifondata come expansion team nel 1992. Anaheim sconfisse Ottawa in cinque gare conquistando il primo trofeo della Stanley Cup nella sua storia, e diventando l'undicesima formazione a vincere la coppa dopo la fine dell'era delle Original Six nel 1967. Per la prima volta della storia il titolo andò ad una squadra con sede in California.
Al termine della serie il difensore canadese Scott Niedermayer fu premiato con il Conn Smythe Trophy, trofeo assegnato al miglior giocatore dei playoff.

## Contendenti

### Ottawa Senators
Gli Ottawa Senators conclusero la stagione regolare nella quarta posizione della Conference, e sconfissero al primo turno i Pittsburgh Penguins per 4-1, mentre al secondo turno ebbero la meglio sui New Jersey Devils con lo stesso punteggio. Nella finale della Eastern Conference si sfidarono contro i Buffalo Sabres, vincitori del Presidents' Trophy, e superarono i rivali di division sempre per 4-1, vincendo il primo titolo di Conference. Ottawa fu guidata in attacco dalla linea formata dal capitano Daniel Alfredsson, Dany Heatley e Jason Spezza, capaci di totalizzare 23 reti nei primi tre turni, difesi in porta da Ray Emery. Altri giocatori dei Senators nei ruoli cardine della squadra furono gli attaccanti Mike Fisher e Dean McAmmond, oltre ai difensori Chris Phillips e Anton Volčenkov.

### Anaheim Ducks
Gli Anaheim Ducks conclusero la stagione regolare in seconda posizione in Conference e superarono al primo turno i Minnesota Wild con il punteggio di 4-1. Al secondo turno sempre in 5 partite eliminarono i Vancouver Canucks qualificandosi così alla finale della Western Conference contro i Detroit Red Wings, vinta con il punteggio di 4-2. I Ducks totalizzarono il maggior numero di penalità subite nel corso della stagione regolare, e giunsero alla finale con un giocatore squalificato; dall'altra parte potevano tuttavia vantare un'ottima percentuale di penalty killing. In difesa furono guidati dai candidati al Norris Trophy Scott Niedermayer, Chris Pronger e dal portiere Jean-Sébastien Giguère, mentre in attacco furono decisivi Andy McDonald, Teemu Selänne e Ryan Getzlaf. I Ducks potevano contare inoltre sull'apporto fornito da Rob Niedermayer, Samuel Påhlsson e Travis Moen.

## Serie

### Gara 1
| Arbitri: | Paul Devorski Dan O'Halloran |

|                           |           |                                         |
| Fisher 01:38 Redden 24:36 | Marcatori | 10:55 McDonald 45:44 Getzlaf 57:09 Moen |

### Gara 2
| Arbitri: | Bill McCreary Brad Watson |

|  |           |                |
|  | Marcatori | 54:16 Påhlsson |

### Gara 3
| Arbitri: | Paul Devorski Dan O'Halloran |

|                                          |           |                                                                         |
| McDonald 05:39 Perry 25:20 Getzlaf 27:38 | Marcatori | 16:10 Neil 25:47 Fisher 36:14 Alfredsson 38:34 McAmmond 48:22 Volčenkov |

### Gara 4
| Arbitri: | Bill McCreary Brad Watson |

|                                    |           |                                |
| McDonald 30:06, 31:06 Penner 44:07 | Marcatori | 19:59 Alfredsson 38:00 Heatley |

### Gara 5
| Arbitri: | Paul Devorski Dan O'Halloran |

|                         |           |                                                                                    |
| Alfredsson 03:41, 37:38 | Marcatori | 03:41 McDonald 17:31 R. Niedermayer 35:44, 44:01 Moen 38:28 Beauchemin 57:00 Perry |

## Roster dei vincitori
| Vincitori della Stanley Cup 2007 Anaheim Ducks | Portieri: Jean-Sébastien Giguère, Il'ja Bryzgalov Difensori: Ric Jackman, Sean O'Donnell (C), François Beauchemin, Chris Pronger (A), Scott Niedermayer (C), Joe DiPenta, Kent Huskins Attaccanti: Teemu Selänne, Corey Perry, Chris Kunitz, Ryan Getzlaf, George Parros, Dustin Penner, Drew Miller, Andy McDonald, Todd Marchant, Brad May, Samuel Påhlsson, Travis Moen, Ryan Shannon, Rob Niedermayer (A), Shawn Thornton, Joe Motzko, Ryan Carter Staff Tecnico: Randy Carlyle (Allenatore), Dave Farrish (Ass. allenatore), Newell Brown (Ass. Allenatore) |